# Israel Lugo
Israel Lugo (Brooklyn, Nueva York, 7 de noviembre de 1973) es un destacado actor y director estadounidense. Trabaja en teatro, cine y televisión con dominio del movimiento corporal, el baile y la técnica de ‘clown’. Fue miembro de la compañía de teatro Agua, Sol y Sereno (ASYS) desde el ‘95, donde se ha desempeñó como actor, zanquero, artista plástico y director; y con quienes se presentó en Estados Unidos, España, Venezuela, Cuba y Brasil.

## Biografía
Nacido el 7 de noviembre de 1973 en Brooklyn, New York, y criado en Cabo Rojo Puerto Rico. Israel se inicia en el ambiente artístico a los siete años como el niño ventrílocuo y actor. Pero lo que fue entonces un camino para canalizar su necesidad de expresión creativa, lo llevó a incursionar en la televisión puertorriqueña, en producciones de Tommy Muñiz, Luis Vigoreaux y Silverio Pérez, entre otros. 
Tras un receso en la adolescencia, Israel descubre una verdadera vocación en la actuación y termina un bachillerato en el Departamento de Drama de la Universidad de Puerto Rico en el 2000. Su experiencia universitaria incluye roles protagónicos tanto en el teatro clásico rodante de Dean Zayas, como en el experimental de la Dra. Rosa Luisa Márquez. Tomó talleres de actuación en Perú, en el ‘96, con la compañía de teatro Yuyachkani como parte de la EITALC (Escuela Internacional de Teatro de América Latina y el Caribe) que dirigió el escritor argentino Osvaldo Dragún.
Su participación como miembro de ASYS comienza aun siendo estudiante y es allí donde continúa su evolución artística hasta el día de hoy. Allí se desempeñó como actor-creador en: Tun cutun tun, Una de Cal y una de Arena y La Descalza Agonía , parte del repertorio original de la compañía dirigida por Pedro Adorno. En el ‘98 debuta como director en la pieza El Adiestramiento de Tere Marichal que se presentó como parte del Festival de Teatro de Vanguardia del Ateneo Puertorriqueño, en el Encuentro Teatral Perú, Ecuador y Puerto Rico; en Nueva York, por invitación del grupo de teatro Pregones y en el Festival de Teatro Avante en Miami. 
Como artista independiente Israel, además de participar en varias producciones locales, actuó en la obra Lo que Sabemos Aburrido, escrita y dirigida por Jorge González, que se presentó en el Teatro Repertorio Español de Nueva York en el ‘99 como parte de la Serie de Directores Latinoamericanos. En el 2002 fue nominado como Mejor Actor por el Círculo de Críticos de Teatro de Puerto Rico por su actuación en Bent de Martin Sherman y en el 2003 fue nominado como mejor director por De Mala Muerte producida por BAOBABS inc. 
Laboró por siete años en el programa de televisión, La Casa de María Chuzema, Canal 6, creando diversos personajes junto a Tere Marichal. En el verano de 2000 fungió como animador del programa de televisión Zum Zum Play, serie de 16 programas a transmitirse en países de habla hispana, grabados en Orlando FL.

## Protagonista del El Clown actúa en el film CHE del director Steven Soderbergh
Israel debutó en el cine puertorriqueño en el ‘98 en la película Mi Día de Suerte de Montego Films, donde obtuvo un rol protagónico. También en el ‘98 actuó en la producción norteamericana hecha en Puerto Rico, The Apostate (HBO films). En el 2000 actuó en la película El Beso que me Diste dirigida por la cineasta mexicana radicada en Puerto Rico Sonia Fritz. En el 2004 actuó bajo la dirección del director Raúl Marchand en El Cuerpo del Delito obteniendo excelentes críticas. En el 2006 se estrenó en el Festival de Cine Latino de Los Ángeles su primera película como protagonista El Clown dirigida por Pedro Adorno y Emilio Rodríguez donde deja al descubierto su amplia gama de recursos como actor. La película se presentó en todas las salas de cine alrededor de Puerto Rico y en festivales de Cine alrededor del mundo. Actuó en Ángel escrita y dirigida por Jacobo Morales producida por Cine sí. En el 2008 actuó junto a Benicio del Toro en Che dirigida por Steven Soderbergh donde interpreta el personaje de Omar, un campesino que atribulado por el gobierno de Batista en Cuba decide unirse a la guerrilla junto al Che Guevara. Como parte de una coproducción entre Chile & Puerto Rico interpretó el personaje de Cacho Ortega en la Teleserie Don Amor para Canal 13 TV Chile, que estrenó en Chile en marzo de 2008.
Junto a Mariem Pérez y Carlos Ruiz ofreció talleres de Cine en el Museo de Arte de Puerto Rico, a jóvenes de doce a diecinueve, con quienes trabajó técnicas de actuación a cámara, improvisación y desarrollo de historias, que finalizó con la creación de doce cortometrajes en tres años de taller y cuatro estudiantes aceptados en universidades especializadas en cine de E.U., Argentina y Cuba. También colaboró en la realización del guion de la película Maldeamores junto a Jorge González, dirigida por Carlitos Ruiz y Mariem Pérez producida por Buena Onda Films en 2006.
Del 2005-2010 trabajó en el colectivo multimedia Rojo Chiringa  junto a Gabriel Coss y José Cotté produce y dirige vídeos musicales y comerciales de nivel internacional. Entre los artistas más destacados son Calle 13, Maná, Nelly Furtado, Paulina Rubio, Tego Calderón, Rubén Blades y Luis Fonsi entre otros.

## Israel Lugo Director de la película Puertorriqueña Picando Alante
Israel Lugo dirigió su primer largometraje "Picando Adelante" 2022 con el colectivo teatral Teatro Breve que estrenó con éxito en 20 salas de Puerto Rico y permaneció  por más de tres meses en cartelera con el favor de la crítica y el público. La película fue ganadora del premio a  mejor película en el Puerto Rico Film Festival.

“Picando Alante”, la excelente película puertorriqueña que estrena este jueves en los cines de la isla, traslada el talento considerable del colectivo de artistas conocido como Teatro Breve a la pantalla grande. Con mucho humor e inteligencia, la producción retrata la cotidianidad del Puerto Rico contemporáneo trazando una cuerda floja entre una comedia de enredos y una denuncia social contundente. -El Nuevo Día
"Picando Alante" logra esa ganadora conjunción de lo cómico con lo trágico y sus matices líricos, sentimentales, y hasta tiernos, que bien representan lo más agraciado de nuestra humanidad puertorriqueña. -Edgardo Rodríguez Juliá
"Picando Alante" Esta es, en suma, una película acerca de la falta de posibilidades de toda una generación, un film en el que se dramatiza la sensación de acorralamiento y desamparo que viven los más jóvenes. -Manolo Núñez Negrón

## Israel Lugo  deja su huella en el icónico personaje “Emcee" deCabaret
“Excepcional, extraordinario, hipnotizante, excelente, seductor, una versión de altura”, son solo algunos de los calificativos que describieron a este musical según las reseñas periodísticas.
La pieza abre con el maestro de ceremonia, el “EmCee” interpretado por el actor y director Israel Lugo. Desde su entrada, el artista cautiva al público con su agilidad para llevar de una emoción a otra a través de un impresionante manejo de la voz y el cuerpo.-Rosalina Marrero, Primera Hora
Cuando baje el telón del musical teatral “Cabaret”, el actor Israel Lugo asegura que ya no será el mismo de antes. Interpretar el papel de “Emcee”, requiere de emplear en conjunto muchas de las herramientas que ha ido alcanzando a lo largo de su carrera, que implican algo más que cantar y bailar, sino de realizar una interpretación única.-El Nuevo Día
“Cabaret” se presentó con éxito en Centro de Bellas Artes de Puerto Rico y contó también con la participación de los reconocidos actores y actrices Sara Jarque (Sally Bowles), René Monclova (Herr Schultz), Miguel Diffoot (Ernst Ludwig), Jorge Castro (Clifford Bradshaw), Alfonsina Molinari (Fraulein Kost), Israel Lugo (The Emcee) y Johanna Rosaly (Frauleins Schneider), bajo la dirección de Axel Cintrón. El experimentado equipo de producción estuvo compuesto por Aidita Encarnación, directora musical; Carlos Hernández, coreografía, Aned Cruz, regidora y directora técnica general, y Juan R. Ward Cid, gerente de producción. Cabaret fue una producción ejecutiva de Lorna Otero y Alexandra Fuentes.

## El Show de Los Mocosos
En el año 2012 Israel crea junto a un grupo de actores y músicos, la banda de rock para niños El Show de Los Mocosos 
un espectáculo cómico-musical post punk familiar. Esta tropa de artistas músicos debutó con éxito en el Café-Teatro Abracadabra en Santurce, en diciembre de 2012. El Show de Los Mocosos es un junte de experimentados actores-payasos-músicos que comenzó reinterpretando a su estilo el repertorio musical de los famosos payasos de la tele Gaby, Fofó y Miliki. Luego de más de una decena de presentaciones por toda la isla deciden crear un repertorio con temas originales que los lleva a grabar su primer álbum de 12 temas. Con la estética del circo Los Mocosos crearon un universo visual y sonoro inspirado en el punk rock con temáticas infantiles. Los temas de sus canciones están inspirados en situaciones cotidianas entre padres e hijos, la convivencia entre ellos y las inquietudes que surgen sobre el mundo que los rodea. El álbum fue grabado en San Juan de Puerto Rico, producido por Eduardo Cabra, reconocido por la banda Calle 13, junto a Luis Amed Irizarry y José David Pérez ambos miembros de El Show de Los Mocosos.El Show de Los Mocosos son: Yussef Soto (voz y saxofón) actor-clown y músico, cofundador del grupo de teatro “Y no había luz” y la “Orquesta El Macabeo”. Jorge González PhD. (Voz y bajo) Reconocido escritor de teatro y cine (Película Maldeamores) -teatrero y músico. Sus obras de teatro han sido publicadas y reconocidas en el ámbito teatral. Israel Lugo (actor-clown) / voz y trompeta, cofundador de Abracadabra en Santurce y La Pata de Cabra ganador de premios Grammys y Emmys como director de vídeos musicales y documentales. Luis Amed Irizarry (director musical) Pianista y arreglista. Fundador de la orquesta La PVC y director musical del Especial de Banco Popular desde 2013. José David Pérez (músico) / baterista de la reconocida banda Circo. 
Además, incluyen en su espectáculo una selección de los más famosos "sketches" de Circo. Se trata de un divertido show donde los niños (acompañados de sus padres ¡y hasta los abuelos!) interactúan cantando, jugando y bailando.
Israel integra varias disciplinas como la plástica, la música, la dramaturgia y el movimiento corporal, como punto de partida para el desarrollo de su trabajo como actor y director. En la actualidad continúa desarrollando espacios y formas de presentación alternativas que reafirman su compromiso social y con el arte. Le interesa además el desarrollo del cine en Puerto Rico por lo que propone proyectar un estilo propio del cine puertorriqueño.

## Premios
EMMY WINNER / Best Documentary Sonó Sonó Tite Curet - Banco Popular, Rojo Chiringa 2012
LATIN GRAMMY WINNER / Mejor Video Versión Corta: Tema - "La Perla" , Artista: Calle 13, Featuring- Rubén Blades
PUERTO RICO FILM FESTIVAL / Mejor película Cine De Luz & Teatro Breve
Providence Latin American Film Festival
MEJOR ACTOR / Best Actor: Israel Lugo, El Clown 
Resumen: Israel Lugo nos lleva a un trance con su improvisación y nos entraña con la humanidad de su personaje. 
Comentarios: Lugo es un actor joven quien es capaz de demostrar su dimensión en el mundo del espectáculo. Su transformación de persona regular a payaso hace que nos entrelacemos con su vida.
LATIN GRAMMY NOMINE / Mejor video versión corta: Tema-"Tango del Pecado", artista-Calle 13
MUCH TV VIDEO AWARDS / Best Video: All Good Things... artista-Nelly Furtado

## Trayectoria
CINE:	 (ACTOR)
- "DANIEL EL TRAVIESO"  Raúl Marchand y Daniel Ruíz 2023
- "ERASE UNA VEZ EN EL CARIBE" Ray Rodríguez 2023
- "NOS PERSIGUEN" Paulís Cofresí 2022
- "Las Camelias" Paloma Suau 2022
- "Mas Allá de las Murallas" Mariem Pérez 2022
- "Picando Alante" Israel Lugo 2022
- "Prótesis" Ariel Annexi 2019
- "El Silencio del Viento" Alvaro Aponte 2017
- "Antes que cante el gallo" Arímaniel Cruz 2016
- "LAS VACAS CON GAFAS" Alex Santiago 2014
- “THE ARGENTINE” Steven Soderbergh WarnerBrothers 2008
- “MANUELA Y MANUEL” Isla Films 2007
- “ANGEL” (arrestado) Jacobo Morales CINESí 2006
- “El CLOWN” (Xavier / Principal) Cine Sato Films 2006
- “EL CUERPO DEL DELITO” (Chango) Flora Garay 2005
- “VAMPIROS” Paragua Films 2003
- "EL BESO QUE ME DISTE" (Salvador) Nuevo Siglo S.E. 2000
- "THE APOSTATE" (Cleric) HBO Films, 1999
- "MI DIA DE SUERTE" (Redondo), Montego Films 1998

CINE:	 (Director)
- "Picando Alante" 2022

LINK PAGINA WEB IMBD ISRAEL LUGO https://www.imdb.com/name/nm0335120/?ref_=nv_sr_srsg_0_tt_0_nm_8_q_israel%2520lugo
Película TV:(CO-DIRECTOR)
- Sonó Sonó Tite Curet , Banco Popular, Rojo Chirinda 2011 "EMMY WINNER"
- ECO Banco Popular, Rojo Chiringa 2008

TEATRO: (ACTOR)
- "LAS HOUSEWIFE GO CAMPING" teatro Breve,Teatro Shorty Castro 2023
- "CABARET" (Emcee)Joe Masteroff, Dir. Axel Cintrón, Bellas Artes Santurce 2021
- "ELSA Y FRED" Marcos Carnevale, Dir. Marcos carnevale & Kisha Burgos, teatro tapia San Juan 2021
- "LOS GARCIA" Rafo Muñiz, Dir. Gil Rene, Bellas Artes Santurce 2021
- "MUCHAS GRACIAS POR LAS FLORES" Jacobo Morales, Teatro UPR 2014
- "NUESTRA SENORA DE LAS NUBESs" Arístides Vargas, Dir. Rosa Luisa Márquez, Abracadabra 2014
- "EL MEDIOCRE", Jorge González, Teatro Israel Shorty Castro 2014
- "LA CASA", Teatro Breve, Teatro Shorty Castro 2013
- "CORTADITO O CAPUCHINO", Rosa Luisa Márquez, Abracadabra Cafe 2012
- "MARISOL" José Rivera, Producciones Alfonsina, Teatro Victoria Espinosa 2012
- "ESPIRITU BURLON" Noel Coward, Teatro Francisco Arrivi  2011
- "ACTO SIN PALABRAS" piezas de Samuel Beckett, Arte Boricua, Teatro Becket 2011
- "EL JARDIN DE LOS CEREZOS", A.Chejov (Trofimov) Bellas Artes 2010
- "INSIDEOUT" Sylvia Bofil, (Getty) La perilla S.E. 2010
- "LOS HERMANOS TRES" Mixta con Tod@s, Y no Había Luz 2010
- "LOS PAYASOS DE LA POLICIA" (Capitán) Performance Calle, Huelga UPR 2010
- "FIN DEL SUEÑO" Y no Había Luz & Agua Sol y Sereno 2008
- "El AFINADOR" Jorge González Nueva Escena 2006-
- "LOS COYOTES" Jorge González / Nueva Escena 2005
- "LA ESTACION ELECTRICA" Jorge Gonzalez (Tomás) El Timbre / Nueva Escena 2004
- "VERSADO" Carola Garcia (Versado) Teatro Ire Inc. 2003
- "ART" Yasmina Resa, (Sergio) Nueva escena, 2003
- "BENT" Martin Sherman (Max) Guateque, 2002
- "MAREA ALTA MAREA BAJA" colectivo (Salcedo) Agua, Sol y Sereno, 2002
- "MATANZA" Roberto Salgueiro (Cerdo) 2002
- "ANOCHE SONE QUE ME COMIAS" Kisha Tikina, Agua, Sol y Sereno, 2001
- "TRAICION" Harold Pinter, Producciones Cisne, 2001
- "LA DESCALZA AGONIA" colectivo (No) Agua, Sol y Sereno 2001
- "LO QUE SABEMOS ABURRIDO" Jorge Gonzalez (Pistola) Repertorio Español New York 1999
- "LA MUERTE DE UN VIAJANTE"Arthur Miller, Dramarama,1999
- "CRACKER JACK" Carlos Acevedo (Tite) Dramarama, 1999-
- "LA PIAF" Frank Marrero (Soldado) People TV, 1998
- "EL AHOGADO MAS HERMOSO DEL MUNDO" Gabriel García Márquez, Polimnia, 1998
- "PROCESION" Badal Sircar (Coca) Teatro Rodante UPR, 1998
- "SERVIDOR DE DOS PATRONES" Carlo Goldoni (Arlequín)Teatro Rodante UPR, 1997
- "JARDIN DE PULPOS" Aristide Vargas (Jose) Teatro Rodante UPR, 1996
- "UNA DE CAL Y OTRA DE ARENA" Agua, Sol y Sereno, 1996-2004, Venezuela, España, U.S.A., Brasil, Cuba
- "TUN CUTUN TUN" colectivo Agua, Sol y Sereno 1995
- "DE NUNCA ACABAR" Teatro Rodante UPR, 1995

DIRECCION TEATRO:
- "DE MALA MUERTE" colectivo Baobabs Inc. 2003-04
- "EL ADIESTRAMIENTO" Tere Marichal Agua,Sol y Sereno, 1998 New York, Miami , Puerto Rico.

TV:(ACTOR)
- "SANGRE AZUL" / Serie, Telemundo
- "Don Amor" / Tele Serie, Canal 13 de Chile CDP Films 2007
- ZUM ZUM PLAY / juegos (Host) WIPR CH-6, Lilipun Inc, 2002
- MI CASA.COM / Sitcom WIPR CH-6, Prod. Pedro Muniz, 2002
- HISTORIA VIVA / documental (Host) WIPR CH-6 2002
- LA CASA DE MARIA CHUZEMA/ infantil (PECOS) WIPR CH-6 Lilipun,1994-99
- QUE ANGELITOS/sitcom(Special Guest)WAPA CH-4 Prod.Elin Ortiz,1986
- MILLY / PRIME TIME , Novela 100 chap. (Felix) WKAQ CH-2,1985
- DIMENSION JUVENIL/ PRIME TIME entretenimiento (Host) WLUZ CH-7 Producciones CIMA, 1984-86
- LOS GARCIA/comedia (Israelito) WLUZ CH-7 Prod Tommy Muniz, 1985
- SIEMPRE EN DOMINGO (special guest), Univision México 1985
- CHIQUIMUNDO/infantil (Host)WLUZ CH-7 Prod. Tommy Muniz,1984

COMERCIALES T.V.:(Director)
- Toyota / Caminos - Badillo 2021
- Claro / Navidad - Badillo 2018
- First Bank / Populicom, Rojo Chiringa 2012
- Mapre / Aseguramos tus promesas - Qualitas, Rojo Chiringa 2011
- Budweiser /BudTour2010 - Populicom, RojoChiringa 2010
- TCC / Pin - Populicom, Rojo Chiringa 2010
- French's/ Carrera-Euro, Rojo Chiringa 2009
- Murray / Reina- Leo Burnet, Rojo Chiringa 2009
- Kellogs POPs/ Black Guayaba - Leo Burnet, Rojo Chiringa 2008
- Optimum Triple Play / Reguetón - Global Works, Rojo Chiringa 2008
- Armor / All Fiebrú - EjE Sociedad Publicitaria, Rojo Chiringa 2007
- Ford / Mecánico - J Walter Thompson, 939 Films 2006

COMERCIALES T.V.:(ACTOR)
- Applebee's (lead) 2022
- Cerveza Residente 2021
- AXE / Hair (Lead), Eje Sociedad Publicitaria 2009
- LECHE FRESCA Cajita (Lead) Punto Aparte Liquid Films 2004
- WENDY'S / Medias (Lead) Badillo & Nasca, Xigital Films 2002
- ISLAND FINANCE /Island Cash (Lead) De La Cruz Group 2001
- TOYOTA/Mascara (Lead) Badillo&Nasca, Metropolis Films 1999***First Prize Cuspide Awards 1999
- WESTERN AUTO / (Lead) Piezas, Paradiso Films 1996
- SPRINT / Monedas (Lead), X Films, 1996

TV:(ACTOR)
- "SANGRE AZUL" / Serie, Telemundo
- "Don Amor" / Tele Serie, Canal 13 de Chile CDP Films 2007
- ZUM ZUM PLAY / juegos (Host) WIPR CH-6, Lilipun Inc, 2002
- MI CASA.COM / (special guest),Sitcom WIPR CH-6, Prod. Pedro Muniz, 2002
- HISTORIA VIVA / documental (Host) WIPR CH-6 2002
- LA CASA DE MARIA CHUZEMA/ infantil (PECOS) WIPR CH-6 Lilipun,1994-99
- QUE ANGELITOS/sitcom(Special Guest)WAPA CH-4 Prod.Elin Ortiz,1986
- MILLY / PRIME TIME , Novela 100 chap. (Felix) WKAQ CH-2,1985
- DIMENSION JUVENIL/ PRIME TIME entretenimiento (Host) WLUZ CH-7 Producciones CIMA, 1984-86
- LOS GARCIA/comedia (Israelito) WLUZ CH-7 Prod Tommy Muniz, 1985
- SIEMPRE EN DOMINGO (special guest), Univision México 1985
- CHIQUIMUNDO/infantil (Host)WLUZ CH-7 Prod. Tommy Muniz,1984

DIRECCION VIDEOS MUSICALES:
- "El Show de Los Mocosos' Fin de Semana La Buena Fortuna 2023
- "Pedro Capó" Calma Sony 2019
- "El Show de Los Mocosos" La Bebé está Popó 2018
- "Cultura Profética" Saca, prende y sorprende 2014
- "Ednita Nazario" La más Fuerte / Sony Music 2013
- "Tommy Torres" Mientras Tanto / Universal 2012
- "Victor Manuelle" Bésame / 2012
- "Calle 13" Vamo'a Portarnos Mal / Sony 2010
- "Victor Manuelle" Ft. Yomo / Mirame/2009
- "Polbo" Te quiero mucho / Warner 2009
- "Calle 13 (banda) " ft. Rubén Blades La Perla / Sony BMG 2009 "GRAMMY WINNER"
- "Luis Fonsi" No me doy por vencido/Universal Music 2008
- “Black Guayaba” Sin tu amor / Machete Music 2008
- “Tego Calderón” tradicional a lo Bravo / Warner Music 2007
- “Los Rabanes” La Vida / Universal Latino 2007
- “Los Rabanes” Michelle (Te jodiste) / Universal Latino 2007
- “Paulina Rubio” Ayudame / Universal Latino 2007
- “Calle 13” Cumbia de los Aburridos / Sony BMG 2007
- “Polbo” La televisión / Universal Music 2007
- “Calle 13” Tango del Pecado / Sony BMG 2007
- “Nelly Furtado” All good things… / Geffen Records 2006
- “Nelly Furtado” Ft. Calle 13 No hay igual / Interscope 2006
- “Maná” Ft. Juan Luis Guerra Bendita tu luz / Warner Music 2006
- “Nejo” No quiere novio / Sangrenueva Music 2006
- “Calle 13” Suave / La Girafa / Sony BMG 2006
- “Andy Montañez” Ft. Voltio Salsa con reguetón / 2006 codirector Pedro Adorno
- “John Erick” Papa / Que Esperas White Lion Records 2005
- “Polbo” Yo era tan cool / Universal Music 2005
- “Gocho” Ft. Willie (Cultura profética) Culpables / Universal Music 2005
- “Three Six Mafia” Chulin Street / Sony Epic 2005
- “Voltio” Ft.Calle13 / Chulin Culin Cunfly Sony Epic 2005
- “Divino” Bandolero / Universal Latino 2005
- “Angel & Khris” Fuá / Universal Latino 2005
- “Hector el Father” Calor / Universal Latino 2005
- “Superaquello” La Emergencia / Tereke-teck Music 2005

-Junto a Gabriel Coss
- Datos: Q5807030